# Roman (teherautógyár)
A Roman egy brassói járműgyártó cég, Románia sokáig egyetlen és legnagyobb teherautógyára. Korábbi elnevezései Steagul Roșu (Vörös Zászló), majd Autocamioane Brașov (Brassói Kamionok). Az 1970-es években 26 000 embert alkalmazott, és évente 33 000 kamiont gyártott.
Megjegyzendő, hogy a Roman (Steagul Roșu) gyár a 2000-es évekig csak teherautókat gyártott. A ROMAN autóbuszokat és a DAC autóbuszokat a bukaresti Rocar készítette.

## Története
A gyárkomplexum története 1921-re nyúlik vissza, mikor Brassó mellett megalapították a ROMLOC mozdonygyárat, mely később egyesült az 1935-ben alapított ASTRA vagongyárral. A második világháború után államosították és átnevezték Steagul Roșu-ra. 1948–1951 között a Szovjetuniónak készített vasúti vagonokat a háborús károk fejében, később csapágyakat, majd tehergépkocsikat és belső égésű motorokat gyártott.
Az első tehergépkocsi, a SR 101 1954-ben készült, és a ZiSZ–150-nek, az 1950-es évek legelterjedtebb szovjet kamionjának licenc alapján gyártott változata volt. 5,6 literes, hathengeres benzinüzemű motorja 95 lóerős volt, terhelhetősége 4 tonna. 1960-tól gyártották a teljesen román tervezésű és fejlesztésű, háromtonnás SR 131 „Carpați”, 1962-től pedig az öttonnás SR 113 „Bucegi” kamiont. Mindkettőbe ugyanaz a Ford-licenc alapján gyártott, ötliteres, 140 lóerős V8 motor került (később Saviem dízelmotorokat kaptak), és számos kivitelezésben voltak elérhetőek. A SR 113 továbbfejlesztett változatai a hétonnás SR 7 és a hattonnás SR-DAC (vagy DAC 6.135) voltak. A SR-ket az 1980-as évek végéig gyártották.
1971-től a MAN SE nyugatnémet céggel együttműködve gyártották a ROMAN (mozaikszó a Románia és MAN szavakból), 7 – 12 és 10 – 16 tonnás, MAN F8-ra alapozott, MAN és Saviem dízelmotorokkal felszerelt, számos változatban elérhető kamionokat. A gyár 1970-ben megalakult DAC (Diesel Auto Camion) részlege ugyanazon a gyártósoron, de a MAN-nal való együttműködés nélkül, román fejlesztés alapján gyártotta a DAC teherautókat. Később a DAC lett a gyár katonai járműveket gyártó részlege. A teherautókat számos országba exportálták, és többek között Kínában (Hongyan, Dongfeng) és Jugoszláviában (Torpedo SRT) is gyártották. Egyes változatok a takarékoskodás jegyében propán-bután üzeműek voltak.
1987. november 15-én a gyár dolgozói fellázadtak a kommunista megszorítások ellen, és a diktátor és a rezsim vesztét követelték. Bár a felkelést leverték, fontos szerepe volt az antikommunista ellenállás szerveződésében, mely végül az 1989-es forradalomban teljesedett ki.
1988-tól amerikai mintára gyártották a DAC 120 DE százhúsz tonnás bányadömpert, melyeket főleg a Roșia Poieni felszíni rézkitermelésnél használtak.
1990-ben a vállalat részvénytársasággá alakult S.C. Roman S.A. néven. A ROMAN modellsorozatot frissítették és Caterpillar motorokkal látták el; az 1990-es években több raliversenyen is részt vettek. Mindezek ellenére a Roman hanyatlásnak indult: a rendszerváltás után engedélyezve lett a külföldi kamionok behozatala, így a román gyártásúakat kevesen részesítették előnyben.
2000-ben gyártották le a 750 000. számú teherautót. A következő évtizedben autóbuszok és traktorok készítésével is próbálkoztak. 2004-ben privatizálták a vállalatot. 2004–2012 között a Pentagonnal kötött szerződés tartotta életben, majd 2014-ben fizetésképtelen lett.
A termelés 2016-ban indult újra, azóta a cég főleg külföldi megrendeléseket  teljesít (Taiwan, Közel-Kelet, FÁK-államok),

## Modellsorozatok
- SR, kezdetben licenc alapján készült ZiSZ–150, majd számos saját fejlesztésű modell
- ROMAN, kezdetben licenc alapján készült MAN F8, majd számos saját fejlesztésű modell
- DAC, a ROMAN-nal azonos gyártósoron készült civil és katonai teherautók

## Képek

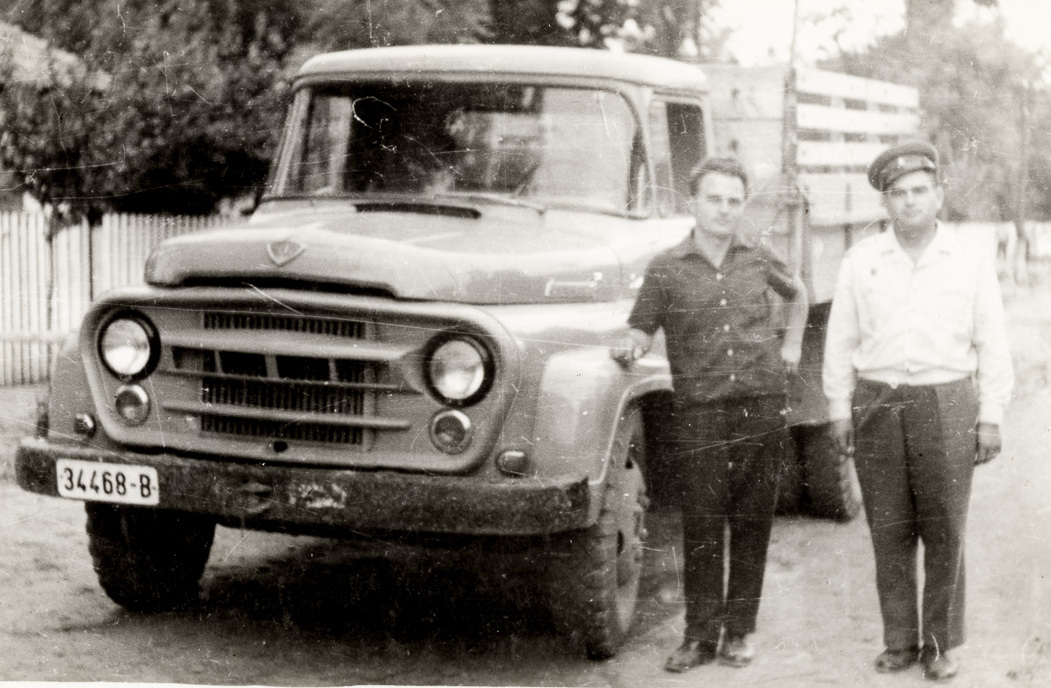
SR 131 „Carpați”
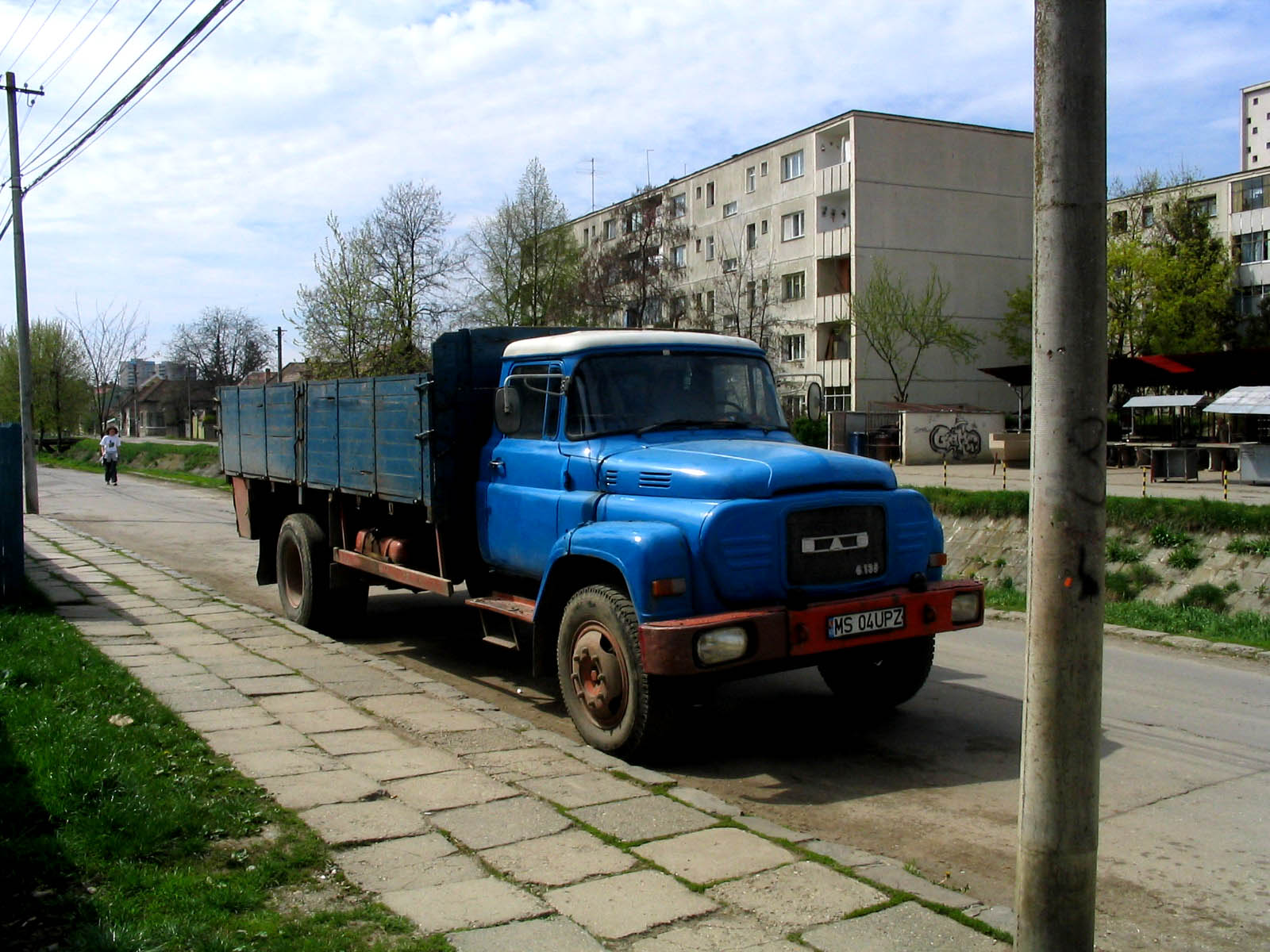
SR-DAC (DAC 6.135)
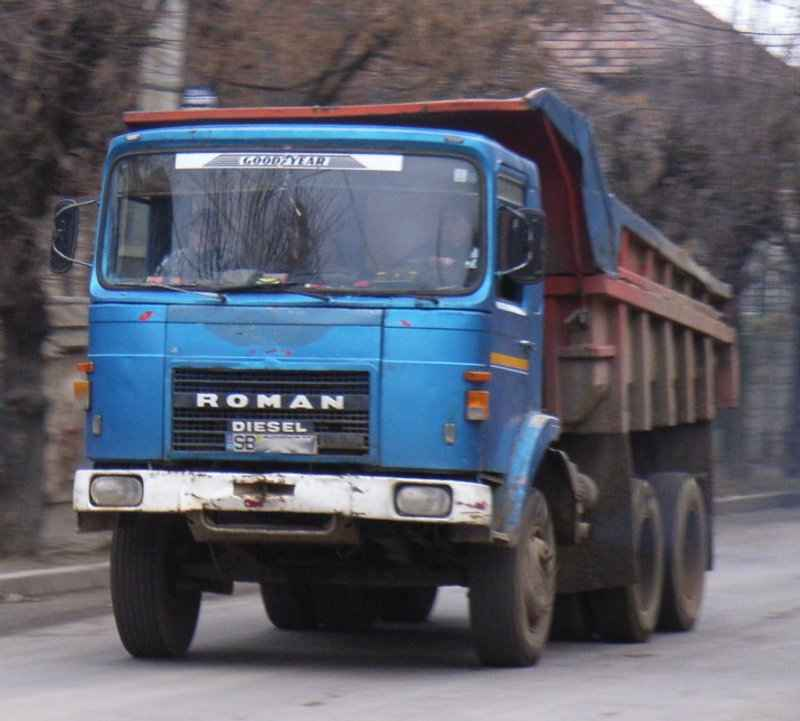
ROMAN, 1970-es évek
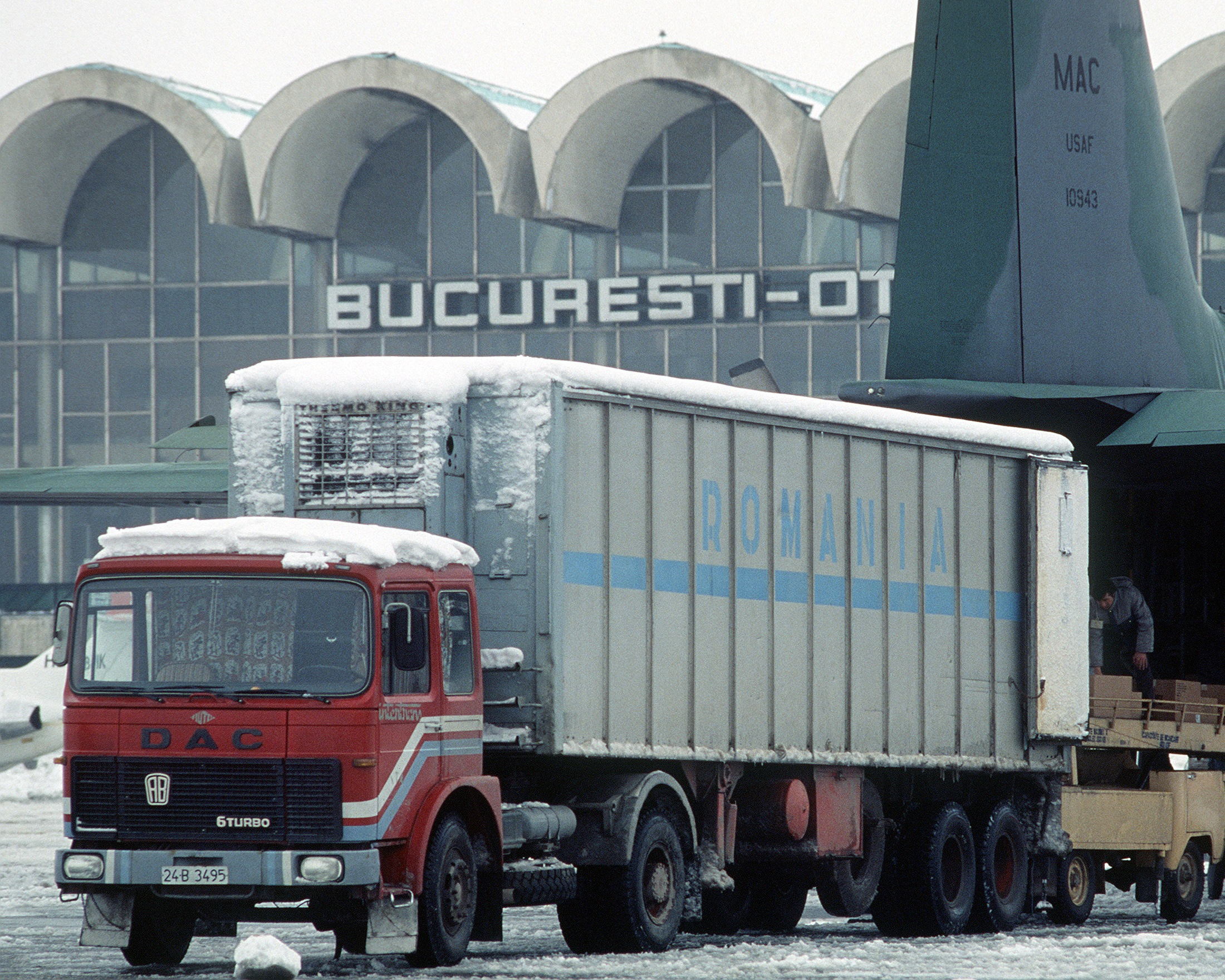
DAC, 1980-as évek
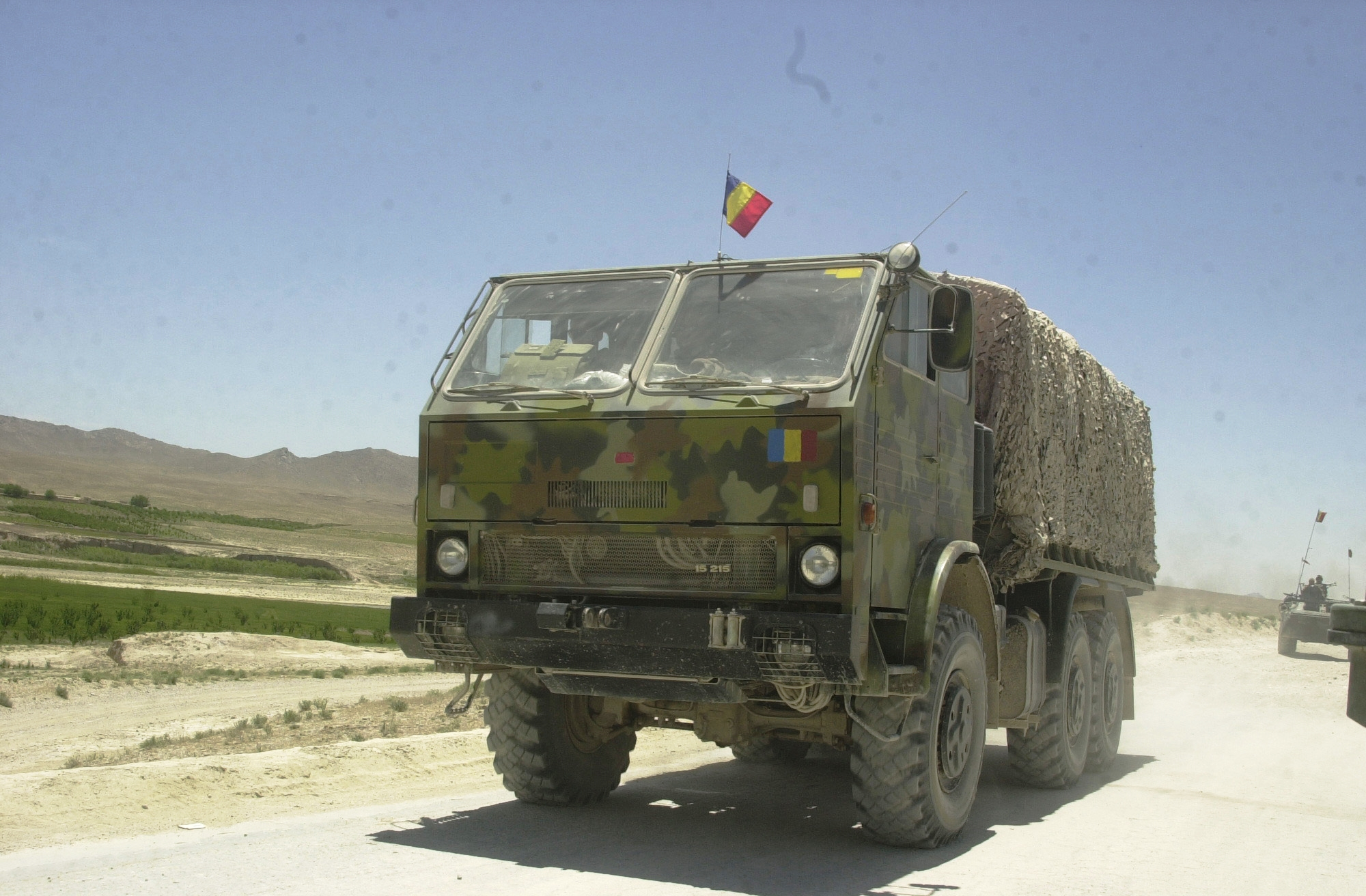
DAC, katonai
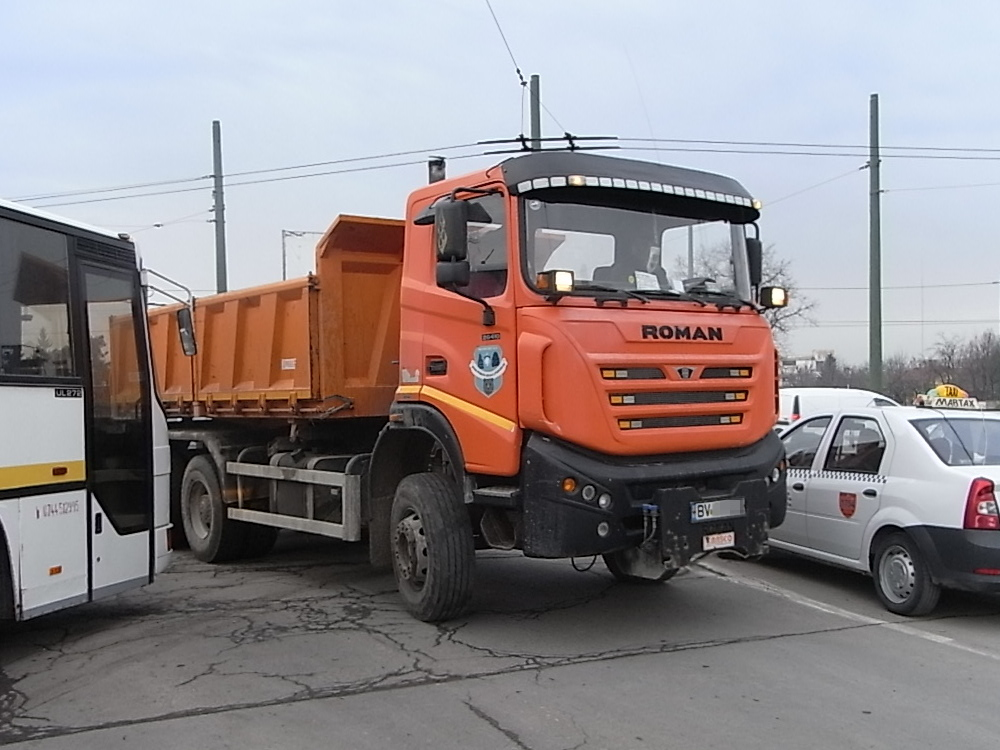
ROMAN, 2010-es évek